# Myiodactylus striatus
Myiodactylus striatus is een insect uit de familie van de Nymphidae, die tot de orde netvleugeligen (Neuroptera) behoort. 
Myiodactylus striatus is voor het eerst wetenschappelijk beschreven door New in 1982.